# Michel Van Caeneghem
Michel Emile Gaston van Caeneghem (Ronse, 4 oktober 1905 - Kwaremont, 31 mei 1968) was een Belgisch industrieel, componist en politicus voor de CVP.

## Levensloop
Van Caeneghem liep middelbare school in het Sint-Antoniuscollege, waar hij het gemengd koor Sint-Antonius oprichtte. Hij studeerde piano, viool, compositie en harmonie aan de stedelijke muziekschool van Ronse. Beroepshalve werd hij textielindustrieel.
In 1939 werd Van Caeneghem voorzitter van het Sint-Gregoriuskoor in de Sint-Hermeskerk. Hij was niet alleen de gulle sponsor voor Sint-Ceciliafeesten en andere bijeenkomsten, maar begeleidde ook het koor aan het orgel en componeerde zelf missen en motetten. Hij schreef vooral een Missa in honorem Sancti Hermetis, die hij componeerde als protest tegen het verbod van de Duitse bezetter om met de relieken van Sint-Hermes de grote ommegang te doen. Zijn compositie wordt, voornamelijk in Ronse, nog regelmatig uitgevoerd.
Hij werd in 1954 verkozen tot volksvertegenwoordiger voor het arrondissement Oudenaarde en vervulde dit mandaat tot in 1961. In 1958 werd hij verkozen tot gemeenteraadslid van Ronse.

## Discografie
- Le géant égoïste, een muzikaal verhaal in zes bedrijven.
- De symfonische suite Vlaamse Ardennen, die in 1974 werd opgenomen door het radio-orkest onder leiding van Fernand Terby.